# Youth of the Nation
«Youth of the Nation» — песня американской христианской рок-группы P.O.D.. Песня была выпущена 27 ноября 2001 года и стала вторым синглом второго альбома группы Satellite. Текст песни частично был основан на стрельбе в школах Сантана и Колумбайн. «Youth of the Nation» — единственный сингл группы, достигнувший первого места в чарте Modern Rock, и попавшего в топ 40 чарта Billboard Hot 100 (28 место). Кроме того, песня поднималась до шестого места в чарте Mainstream Rock.

## История создания
Источником вдохновения для создания песни послужила поездка на запись альбома Satellite 5 марта 2001 года. По дороге группа попала в пробку, образовавшуюся из-за стрельбы в школе Сантана, где пятнадцатилетний ученик Чарльз Эндрю Уиллямс убил двух и ранил тринадцать человек. В связи с этим событием, запись альбома была отложена, а группа вдохновилась на написание песни «Youth of the Nation».
В одном из интервью 2008 года гитарист Маркос Кьюрел так описал эти события: «Мы репетировали и записывали Satellite в паре кварталов от школы. Однажды по дороге в студию мимо нас проносились вертолеты и машины. Мы действительно не знали, что происходит. Когда мы добрались до студии, этот парень уже был в новостях и передавали: „Этот парень просто пошел и начал стрелять“. Итак, мы начали джемовать, и этот ритм появился естественным образом, затем Вув (Бернардо, барабанщик) добавил барабанный бой и родилась песня».
Кьюрел также добавил: «Когда вы слышите что-то, что поднимет вам настроение как, например, „Alive“, или что-то, что поможет раскрыть знания, например, „Youth of the Nation“, мы выполнили свою работу как артисты».

## Сертификация
| Регион                                                      | Сертификация | Продажи |
| ----------------------------------------------------------- | ------------ | ------- |
| Австралия (ARIA)                                            | Золотой      | 35 000^ |
| ^ Данные о тиражах приведены только на основе сертификации. |              |         |